# Atlapetes seebohmi
Tico-tico-de-seebohm ou tico-tico-alourado (Atlapetes seebohmi) é uma espécie de ave da família Emberizidae.
Pode ser encontrada nos seguintes países: Equador e Peru.
Os seus habitats naturais são: florestas secas tropicais ou subtropicais e regiões subtropicais ou tropicais húmidas de alta altitude.